# The Hiding Place (film)
Pour les articles homonymes, voir The Hiding Place.
Pour plus de détails, voir Fiche technique et Distribution.
The Hiding Place est un film américain réalisé par James F. Collier, sorti en 1975.

## Synopsis
Pendant la Seconde Guerre mondiale, une famille hollandaise surprise en train de cacher des Juifs est envoyée dans un camp de concentration où leur foi chrétienne les aide à supporter les épreuves.

## Fiche technique
- Titre original : The Hiding Place
- Réalisation : James F. Collier
- Scénario : Allan Sloane et Lawrence Holben, d'après le livre The Hiding Place (De Schuilplaats) de Corrie Ten Boom[1] en collaboration avec John et Elizabeth Sherril
- Décors : John Blezard
- Costumes : Klara Kerpin
- Photographie : Michael Reed
- Montage : Ann Chegwidden
- Musique : Tedd Smith
- Production : Frank R. Jacobson
  - Production déléguée : William F. Brown
- Société(s) de production : World Wide Pictures
- Société(s) de distribution : (États-Unis) World Wide Pictures
- Pays de production : États-Unis
- Année : 1975
- Langue originale : anglais
- Format : couleur (Metrocolor) — 35 mm — 1,85:1 (Panavision) — mono
- Genre : drame, historique, guerre
- Durée : 150 minutes
- Dates de sortie : 
  - États-Unis : mai 1975 (Minneapolis)

## Distribution
- Julie Harris : Betsie ten Boom
- Jeannette Clift : Corrie ten Boom
- Arthur O'Connell : Casper ten Boom, 'Papa'
- Robert Rietty : Willem ten Boom
- Pamela Sholto : Tine
- Paul Henley : Peter ten Boom
- Richard Wren : Kik ten Boom
- Broes Hartman : Policier hollandais
- Lex van Delden[2] : Jeune officier allemand
- Tom van Beek[3] : Dr Heemstra
- Nigel Hawthorne : Pastor De Ruiter

## Distinctions

### Nominations
- Golden Globes 1976 :
  - Golden Globe de la révélation féminine de l'année pour Jeannette Clift
- BAFTA 1978 :
  - Meilleur nouveau venu dans un rôle principal pour Jeannette Clift